# Congonhas
Congonhas je povijesni brazilski grad u državi Minas Gerais. Udaljen je 90 kilometara od Belo Horizontea, glavnog grada države Minas Gerais. Congonhas ima oko 50 000 stanovnika.
Bazilika Santuário de Bom Jesus de Matosinhos i skulpture unutar nje, koje je naručio Portugalac Felician Mendes u 18. stoljeću, a izradio poznati Aleijadinho, jedna je od najboljih baroknih bazilika u svijetu. Skulpture proroka oko terase bazilke smatraju se njegovim najboljim djelima. Godine 1985. bazilika je uvrštena u UNESCO-ovu svjetsku baštinu.

## Vanjske poveznice
- World Heritage profile